# WarioWare
WarioWare is een spelserie van Nintendo die in 2003 gestart werd met WarioWare, Inc.: Minigame Mania. In de spellen van WarioWare moet de speler verschillende soorten minigames oplossen binnen de tijd. De spellen gaan ook steeds sneller, en er zijn drie niveaus waar de spellen in voor komen. WarioWare telt op dit moment 12 verschenen delen en twee spin-offs. 

## Spellen in de serie
| Jaar | Titel                                | Platform         |
| ---- | ------------------------------------ | ---------------- |
| 2003 | WarioWare, Inc.: Minigame Mania      | Game Boy Advance |
| 2003 | WarioWare, Inc.: Mega Party Game$!   | GameCube         |
| 2004 | WarioWare: Twisted!                  | Game Boy Advance |
| 2004 | WarioWare: Touched!                  | Nintendo DS      |
| 2006 | WarioWare: Smooth Moves              | Wii              |
| 2008 | WarioWare: Snapped!                  | DSiWare          |
| 2009 | WarioWare: Do It Yourself            | Nintendo DS      |
| 2009 | WarioWare: Do It Yourself - Showcase | WiiWare          |
| 2013 | Game & Wario                         | Wii U            |
| 2018 | WarioWare: Gold                      | Nintendo 3DS     |
| 2021 | WarioWare: Get It Together!          | Nintendo Switch  |
| 2023 | WarioWare: Move It!                  | Nintendo Switch  |

### Spin-offs
- Pyoro (DSiWare)
- Paper Plane (DSiWare)